# شون كينغستون
كيسان مارك أندرسون (بالإنجليزية: Sean Kingston) (ولد في 3 فبراير 1990 في ميامي، فلوريدا) والشهير باسمه الفني شون كينغستون هو مغني راب وكاتب أغاني أمريكي من أصل جامايكي. يعد أول فنان يوقع مع شركة Beluga Heights للمنتج الأمريكي جوناثان روتم. ويتميز أسلوبه الموسيقي بمزجه بين موسيقى الريغي الأفريقية والبوب الأمريكي.
في 29 مايو 2011 تعرض شون كينغستون لحادث تزلج في ميامي، ليدخل في الغيبوبة الاصطناعية خرج منها في 7 يونيو 2011.

## وصلات خارجية
- شون كينغستون على موقع IMDb (الإنجليزية)
- شون كينغستون على موقع روتن توميتوز (الإنجليزية)
- شون كينغستون على موقع ميوزك برينز (الإنجليزية)
- شون كينغستون على موقع إن إن دي بي (الإنجليزية)
- شون كينغستون على موقع أول ميوزيك (الإنجليزية)
- شون كينغستون على موقع ديسكوغز (الإنجليزية)
- شون كينغستون على موقع قاعدة بيانات الفيلم (الإنجليزية)